# Copiula pipiens
Copiula pipiens es una especie  de anfibios de la familia Microhylidae.

## Distribución geográfica
Se encuentra en Nueva Guinea.